# Represa de Pirapora do Bom Jesus

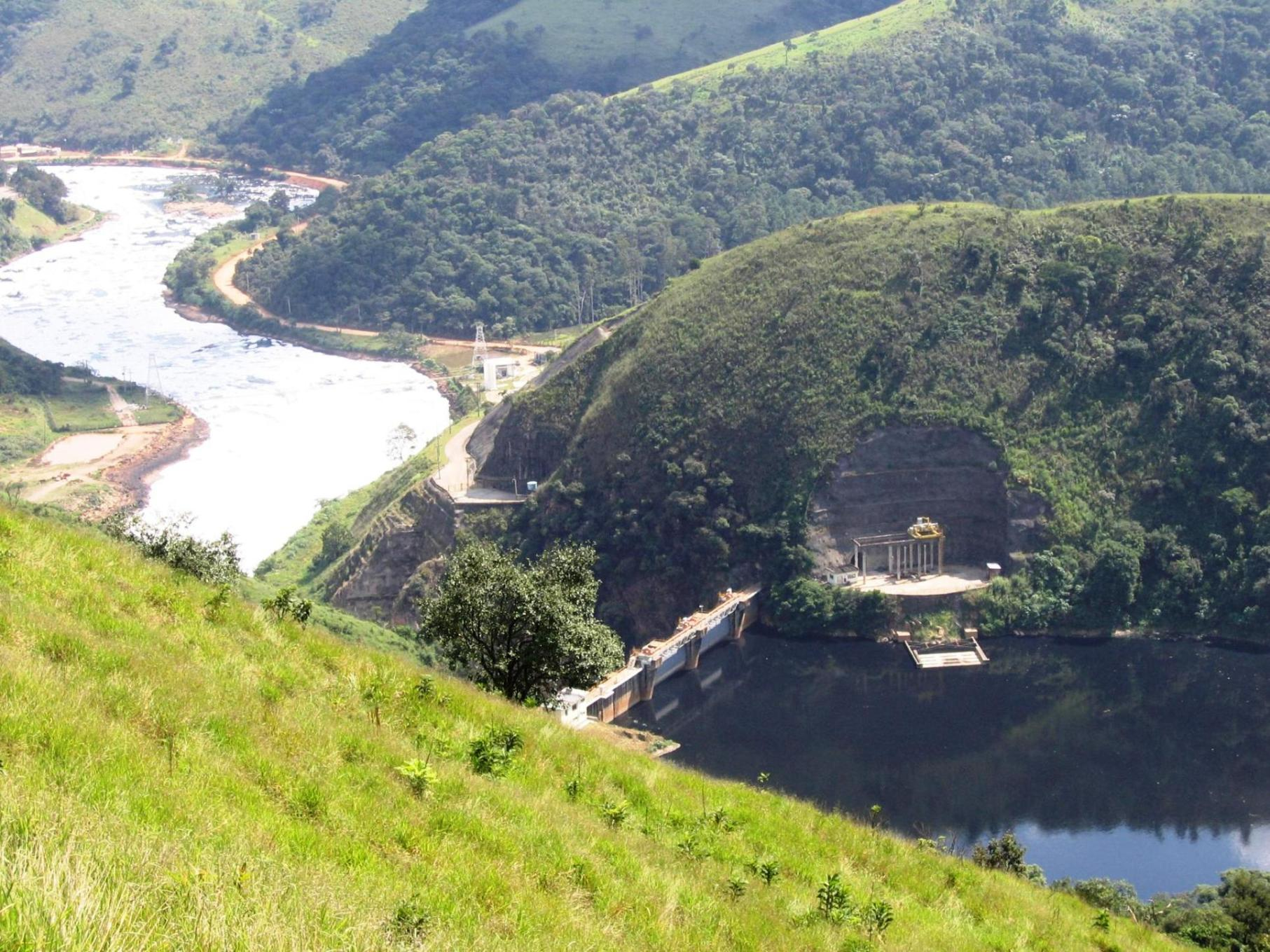
Represa de Pirapora do Bom Jesus.

La Represa do Pirapora de Bom Jesus es una central hidroeléctrica localizada en el estado de São Paulo, Brasil, cerca de la ciudad de Pirapora do Bom Jesus, embalsando las aguas del río Tieté.
- Datos: Q9068118